# Sophus Andersen
Sophus Emil Andersen (8. december 1859 – 19. september 1923) var en dansk komponist, lærer og musikkritiker. Søn af Fritz Andersen.
Som barn lærte Sophus Andersen at spille klaver og violin. Blev student 1877 og studerede herefter komposition hos Thorvald Hansen og sang hos Albert Meyer, på hvis konservatorium han senere blev ansat. 1890 tog han lærereksamen og virkede nogle år som lærer. Hans fik 1906 Det anckerske Legat og studerede i Tyskland, Frankrig, Italien og den nære orient. Fra 1892 var han musikanmelder ved Dagbladet København.
| Citat                          | Skønt A’s talent ikke var af dybere art, havde han en betydelig evne til at forme en let og sangbar melodi, ofte med et fint udpenslet og særdeles velklingende klaverakkompagnement; i denne henseende fortsætter han den danske romancestil hos f.eks. Julius Bechgaard og Leopold Rosenfeld. Sangene lider imidlertid hyppigt af en i for høj grad klaverbestemt teknik og en for glat og ensartet formgivning; i harmonikken slår det følsomme til tider over i det sentimentale. | Citat |
| Dansk Biografisk Leksikon 1979 | |       |

## Musik
- 2den April (100 året for slaget på reden – solo, kor og orkester 1901)
- Historien om en moder (Viggo Stuckenbergs digt efter H.C. Andersens eventyr – 1909)
- Barken Margrethe af Danmark (skuespil 1919 – senere filmatiseret)
- ca. 100 romancer og åndelige sange
- Den krøllede Fritz (syngestykke)
- sange efter kinesiske digte
- børnesange (1915 og 1917)

## Læs mere
- Danske komponister i det 20.årh.s. begyndelse, Gerhard Lynge
- Musikkens mestre b. 2, Ejnar Jacobsen og Vagn Kappel
- Billede af Sophus Andersen Arkiveret 1. juli 2007 hos  Wayback Machine